# ماریوس فانک
ماریوس فانک (انگلیسی: Marius Funk؛ زادهٔ ۱ ژانویهٔ ۱۹۹۶) بازیکن فوتبال اهل آلمان است.
وی همچنین در تیم‌های ملی فوتبال جوانان آلمان، و جوانان آلمان، و جوانان آلمان، و جوانان آلمان، بازی کرده‌است.